# Том Нунан
Том Нунан (англ. Tom Noonan; 12 квітня 1951) — американський актор.

## Біографія
Том Нунан народився 12 квітня 1951 року в місті Гринвіч, штат Коннектикут, США. Його батько був дантистом і джазовим музикантом. У Тома є старший брат, Джон Форд Нунан і дві сестри, Розмарі і Керолайн. Закінчив акторську школу Єльського університету. У 1983 році заснував театр «Paradise».
Акторська кар'єра Тома Нунана почалася в театрі. Його перша роль була в оригінальній постановці Сема Шепарда «Buried Child». У 1980 році він почав зніматися у фільмах. Часто грає лиходіїв: «Мисливець на людей» (1986), «Робот-поліцейський 2» (1990), «Останній кіногерой» (1993), «Обіцянка» (2001).
Роль серійного вбивці Френсіса Доларгайда у фільмі «Мисливець на людей» є найвідомішою акторською роботою Тома Нунана.
Також Том знявся у багатьох телевізійних серіалах: «Цілком таємно», «Закон і порядок», «CSI: Місце злочину», «Сутичка» і «Пекло на колесах».

## Фільмографія
| Рік       |   | Українська назва             | Оригінальна назва              | Роль                      |
| --------- | - | ---------------------------- | ------------------------------ | ------------------------- |
| 1980      | ф | Ворота раю                   | Heaven's Gate                  | Джейк                     |
| 1981      | ф |                              | Wolfen                         | Фергюсон                  |
| 1983      | ф |                              | Eddie Macon's Run              | Деріл Поттс               |
| 1983      | ф | Легкі гроші                  | Easy Money                     | Педді                     |
| 1984      | ф |                              | Best Defense                   | Френк Гольцман            |
| 1985      | ф | Чоловік у червоному черевику | The Man with One Red Shoe      | Різ                       |
| 1986      | ф |                              | F/X                            | Варрік                    |
| 1986      | ф |                              | Manhunter                      | Френсіс Долархайд         |
| 1987      | ф | Загін монстрів               | The Monster Squad              | Потвора Франкенштайна     |
| 1989      | ф | Таємничий поїзд              | Mystery Train                  | людина з ресторану        |
| 1990      | ф | Робот-поліцейський 2         | RoboCop 2                      | Кейн                      |
| 1993      | ф | Останній кіногерой           | Last Action Hero               | Різник / грає самого себе |
| 1995      | ф | Протистояння                 | Heat                           | Келсо                     |
| 1996      | с | Цілком таємно                | The X Files                    | Джон Лі Рош               |
| 2001      | ф | Обіцянка                     | The Pledge                     | Гері Джексон              |
| 2002      | ф | Атака павуків                | Eight Legged Freaks            | Джошуа Тафт               |
| 2002      | с | CSI: Місце злочину           | CSI: Crime Scene Investigation | Зефір                     |
| 2008      | ф | Нью-Йорк, Нью-Йорк           | Synecdoche, New York           | Семмі Барнатан            |
| 2009—2011 | с | Сутичка                      | Damages                        | детектив Віктор Гантлі    |
| 2010      | с | Луї                          | Louie                          | доктор Гаверфорд          |
| 2011—2014 | с | Пекло на колесах             | Hell on Wheels                 | Преподобний Натаніел Коул |
| 2014      | с | Залишені                     | The Leftovers                  | Каспер                    |
| 2015      | с | 12 мавп                      | 12 Monkeys                     | блідий чоловік            |
| 2015      | ф | Аномаліза                    | Anomalisa                      | різні персонажі           |
| 2016      | с | Хорас та Піт                 | Horace and Pete                | Том                       |
| 2017      | ф | Світ, повний чудес           | Wonderstruck                   | старий Волтер             |